# Нейнсел
Нейнсел (нід. Nijnsel) — село в нідерландській провінції Північний Брабант. Входить до муніципалітету Меєрейстад.
Його площа становить 3,91 км², а населення станом на 2021 рік складало 1 730 осіб.

## Галерея

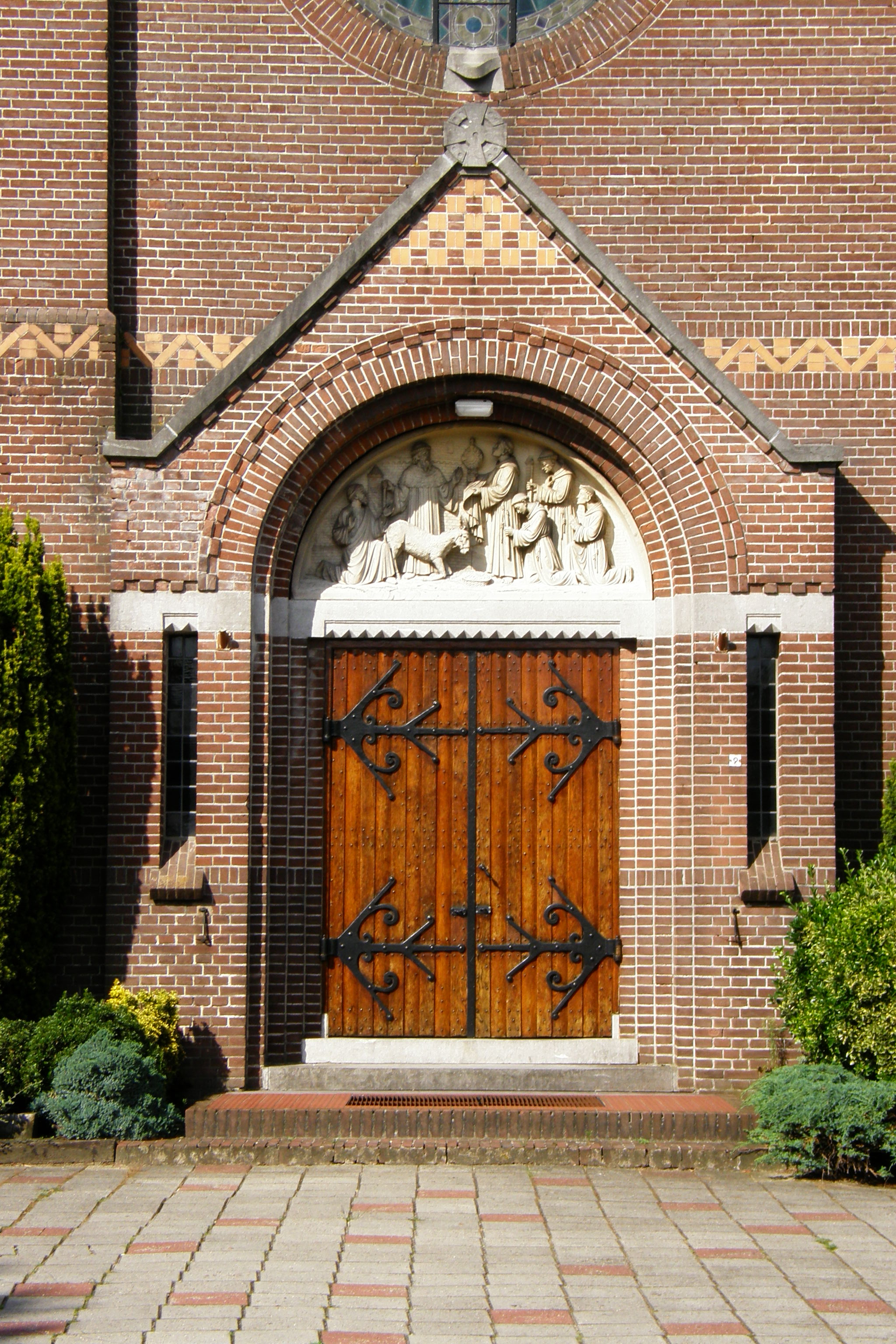
Вхід до церкви
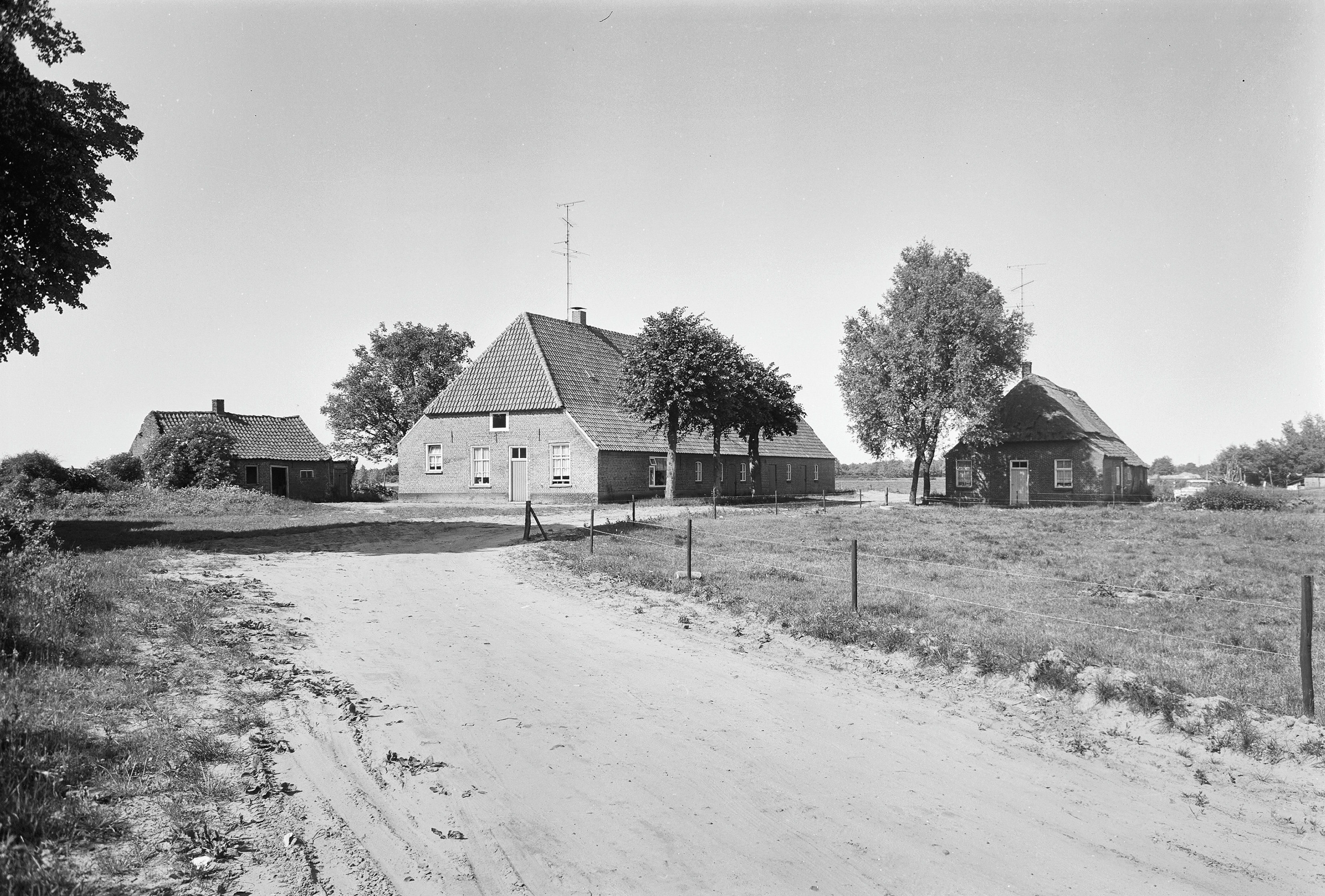
Фемерський будинок (1968)
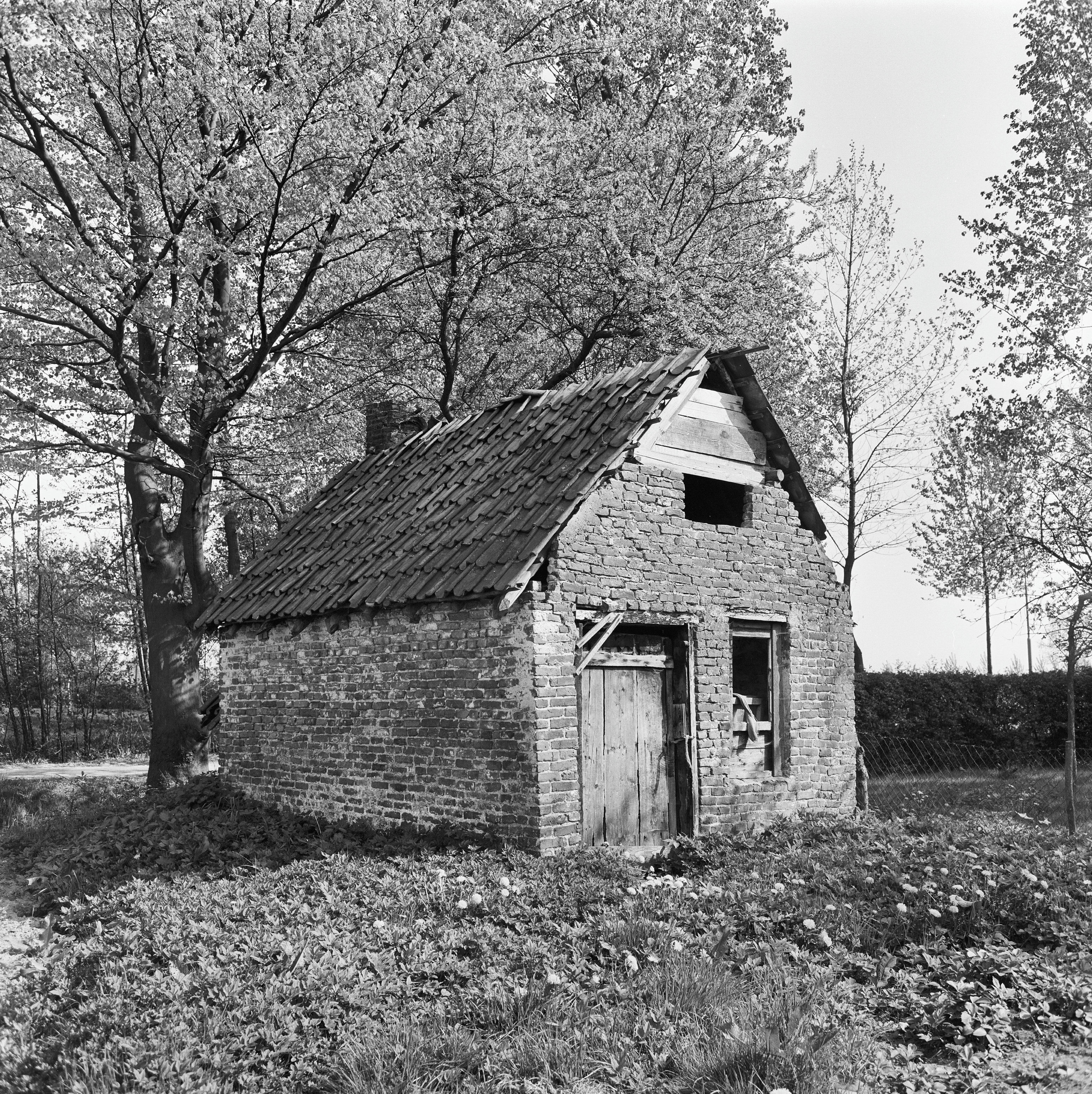
Сільська пекарня (1970)
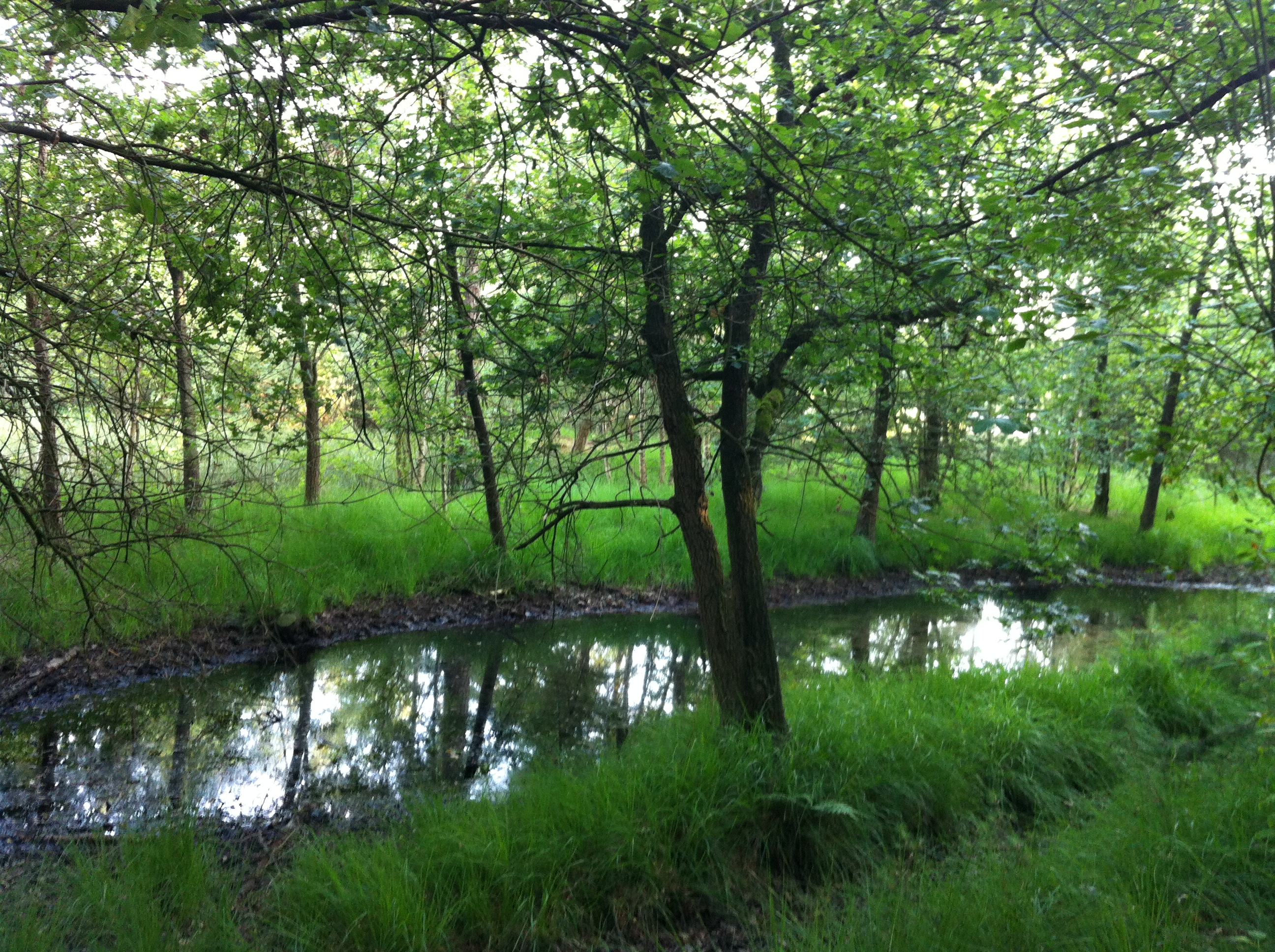
Ліс поблизу Нейнсела
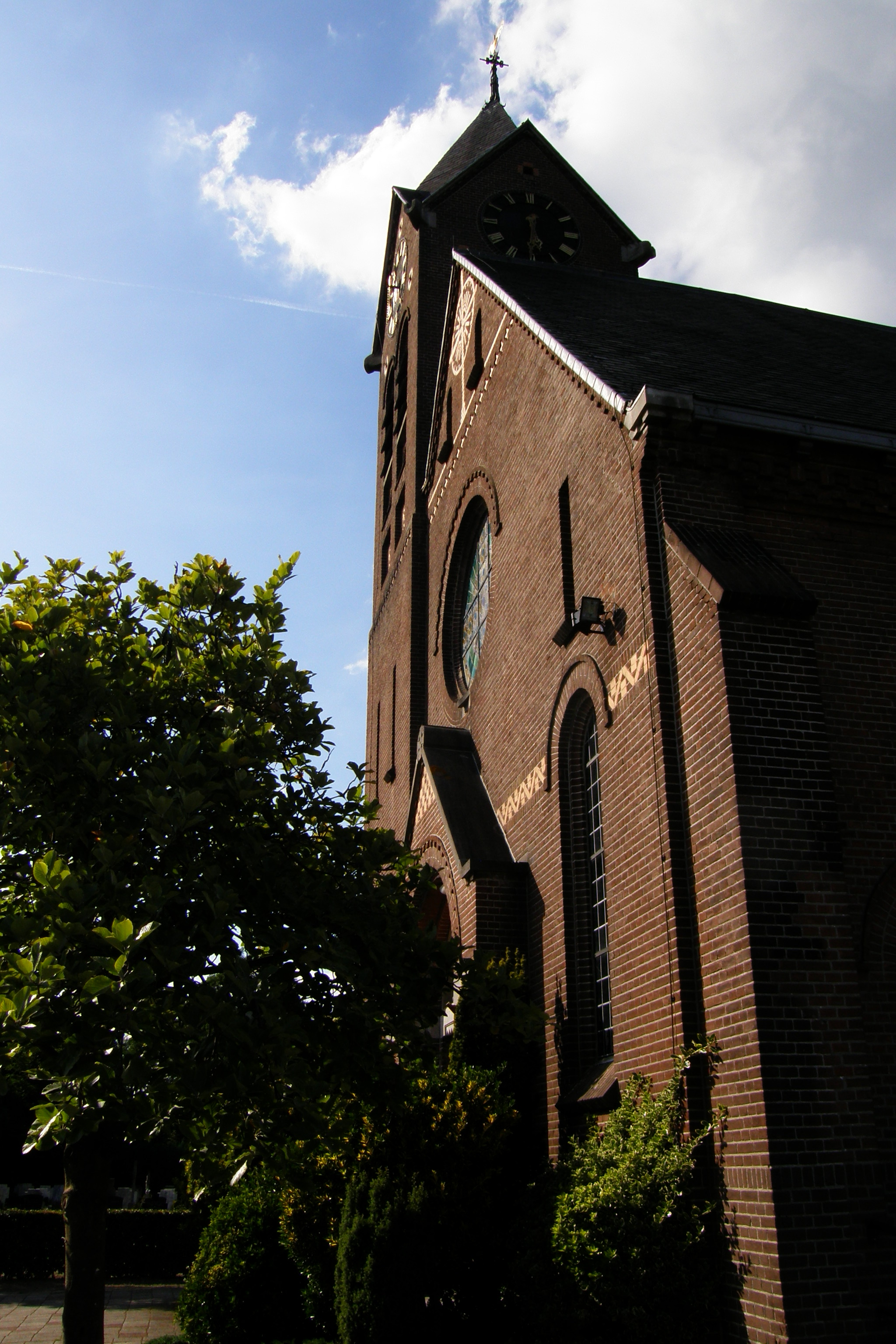
Католицька церква